# Collotheca heptabrachiata
Collotheca heptabrachiata is een raderdiertjessoort uit de familie Collothecidae. De wetenschappelijke naam van deze soort is voor het eerst geldig gepubliceerd in 1869 door Schoch.